# Cyclocephala morphoidina
Cyclocephala morphoidina är en skalbaggsart som beskrevs av Heinrich Bernward Prell 1937. Cyclocephala morphoidina ingår i släktet Cyclocephala och familjen Dynastidae. Inga underarter finns listade i Catalogue of Life.